# ژاک-ژوزف گرانشه
ژاک-ژوزف گرانشه (فرانسوی: Jacques-Joseph Grancher‎؛ ‏تلفظ فرانسوی: [ʒak ʒɔzɛf ɡʁɑ̃ʃe]؛ ‏ ۲۹ سپتامبر ۱۸۴۳ – ۱۳ ژوئیهٔ ۱۹۰۷) استاد دانشگاه و پزشک متخصص کودکان اهل فرانسه بود. وی پزشکی را در پاریس خواند و مدتی در چند بیمارستان از جمله بیمارستان پیتیه-سالپتریر دستیار پزشک بود. گرانشه بافت‌شناسی را از لویی آنتوان رانویه فرا گرفت و بعد به آسیب‌شناسی روی آورد. او در سال ۱۹۰۰ به عنوان نایب رئیس هیئت مدیره انستیتو پاستور انتخاب شد. گرانشه به سبب پژوهش‌هایش در زمینهٔ سل شهرت دارد. وی در ایجاد تدابیر پیشگیرانه در جلوگیری از سل در دوران کودکی پیشگام بود و از طرفداران قرنطینه و ضدعفونی در مبارزه با این بیماری بود. گرانشه در سال ۱۸۹۷ با همکاری ژول کومبی و آنتوان مارفان «رساله‌ای در مورد بیماری‌های دوران کودکی» را تألیف کرد. در سال ۱۸۸۵، گرانشه و آلفرد ولپیان در متقاعد کردن لوئی پاستور (۱۸۲۲–۱۸۹۵) برای انجام نخستین واکسیناسیون موفق علیه هاری بر روی ژوزف میستر، پسر ۹ ساله‌ای که سگی هار به وی حمله کرده بود، نقش مهمی داشتند. در سال ۱۸۸۷ به درخواست پاستور، گرانشه از واکسیناسیون هاری در جلسه‌ای در فرهنگستان ملی پزشکی دفاع کرد و به نرخ بقای موفق آن اشاره کرد.